# Jaroslav Kábrt (malíř)
Jaroslav Kábrt (26. ledna 1929, Korolevo, Podkarpatská Rus – 16. ledna 1991, Hradec Králové) byl český malíř, keramik a umělecký sklář.

## Biografie
Narodil se roku 1929 v Korolevu (Králově nad Tisou) na Podkarpatské Rusi (dnešní Ukrajina), kde jeho otec sloužil jako četník. V roce 1946 jako mladý výtvarník amatér, namaloval obraz Konec války prezidentu Edvardu Benešovi při oslavě bratří Čapků. Po ukončení gymnázia v Trutnově v roce 1948 následovalo studium na Vysoké škole pedagogické do roku 1950 u profesorů Cyrila Boudy, Martina Salcmana a Karla Lidického. V letech 1950–56 absolvoval přípravnou školu u Vlastimila Rady, všeobecnou školu a speciální ateliér u Vratislava Nechleby na Akademii výtvarných umění v Praze a za diplomní práci inspirovanou z kraje svého mládí Selské guberno získal hlavní cenu akademie.
Čtyři roky pracoval v muzeu v Poděbradech. Od roku 1960 bydlel v Hradci Králové, kde pracoval ve Vlastivědném muzeu (dnešním Muzeu východních Čech). Po roce 1968 byl vyloučen ze Svazu umělců a musel hledat nové formy výtvarné činnosti; dokladem toho je monumentální malba na zdi na ploše 14x9 m v Hradci Králové. Orientace na keramiku a práci se sklem mu přinesla další uplatnění. V ateliéru v Černilově měl i vlastní vypalovací pec. Jako samostatný umělec vystavoval v Poděbradech, Hradci Králové, Jičíně, Olomouci i v Malých Svatoňovicích, kde si vystavěl nový dům vedle svých rodičů v hostinci zvaném „Brno“.

Zemřel v Hradci Králové 16. ledna 1991.
Je autorem mozaiky na poliklinice ve Foerstrově ulici v Hradci Králové.